# Distrito electoral de Kirkwood (condado de Rock, Nebraska)
Kirkwood (en inglés: Kirkwood Precinct) es un distrito electoral ubicado en el condado de Rock en el estado estadounidense de Nebraska. En el Censo de 2010 tenía una población de 54 habitantes y una densidad poblacional de 0,28 personas por km².

## Geografía
Kirkwood se encuentra ubicado en las coordenadas 42°43′15″N 99°18′36″O / 42.72083, -99.31000. Según la Oficina del Censo de los Estados Unidos, Kirkwood tiene una superficie total de 191.28 km², de la cual 191.14 km² corresponden a tierra firme y (0.07%) 0.14 km² es agua.

## Demografía
Según el censo de 2010, había 54 personas residiendo en Kirkwood. La densidad de población era de 0,28 hab./km². De los 54 habitantes, Kirkwood estaba compuesto por el 100% blancos, el 0% eran afroamericanos, el 0% eran amerindios, el 0% eran asiáticos, el 0% eran isleños del Pacífico, el 0% eran de otras razas y el 0% pertenecían a dos o más razas. Del total de la población el 0% eran hispanos o latinos de cualquier raza.